# Horst Horrmann

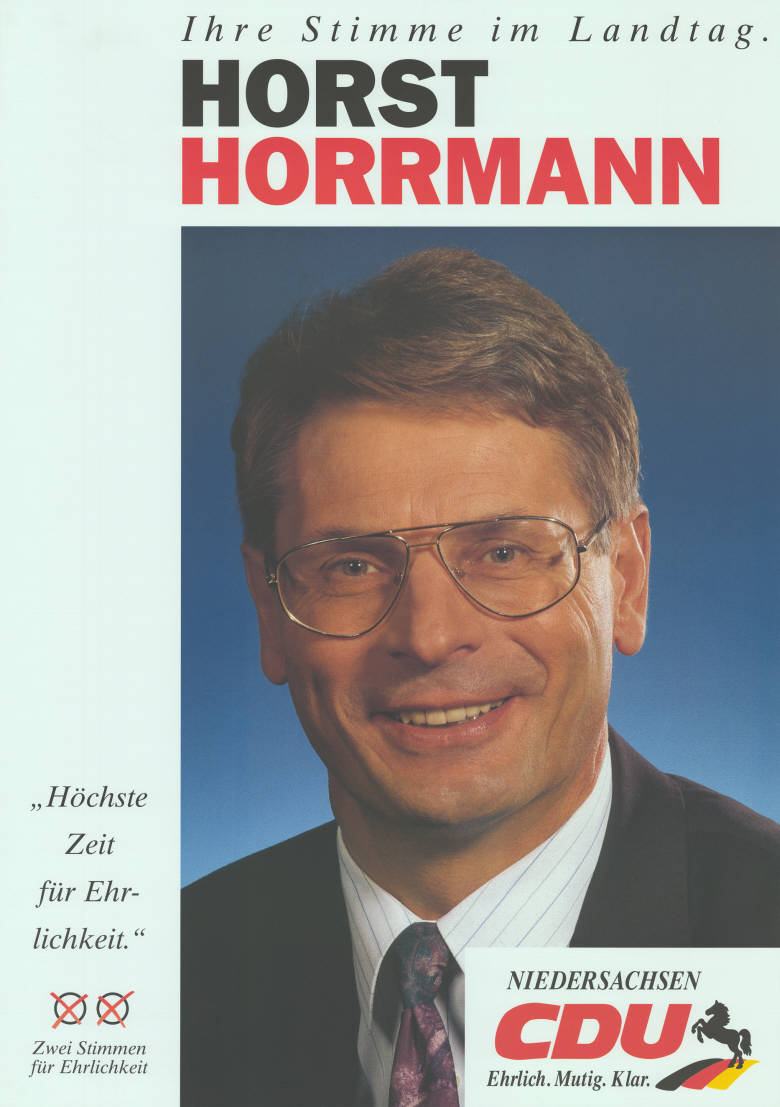
Kandidatenplakat zur Landtagswahl in Niedersachsen 1994

Horst Horrmann (* 3. Mai 1941 in Poppendorf, Landkreis Wehlau) ist ein deutscher Pädagoge und Politiker (CDU).

## Leben und Beruf
Horrmann wurde als Sohn eines Landwirts geboren. Horrmann ist verheiratet und Vater von drei Kindern. Nach dem Abitur 1962 in Schöningen nahm er ein Studium der Anglistik, Geschichte und Politischen Wissenschaften an der Universität Göttingen auf, das er 1966 mit dem Examen für das Lehramt an Realschulen beendete. Er arbeitete von 1960 bis 1970 als Lehrer an einer Realschule in Groß Ilsede und absolvierte daneben ein berufsbegleitendes Studium an der Technischen Universität Braunschweig, das er mit dem Staatsexamen für das Höhere Lehramt abschloss. Von 1970 bis 1974 war er als Lehrer am Gymnasium in Groß Ilsede tätig.
Horrmann war 1982/83 als Schulrat Dezernent beim Schulaufsichtsamt Hannover-Land I. 2005 bis 2014: Präsident des DRK-Landesverbandes Niedersachsen.

## Partei
Horrmann trat in die CDU ein, schloss sich der Jungen Union (JU) an und war von 1972 bis 1974 JU-Kreisvorsitzender in Peine. Er war von 1979 bis 2005 Vorsitzender des CDU-Kreisverbandes Peine und gehörte von 1976 bis 1994 dem Landesvorstand der CDU Niedersachsen an. Von 1992 bis 1994 war er Vorsitzender des CDU-Landesverbandes Braunschweig.

## Abgeordneter
Horrmann war von 1972 bis 1974 Ratsmitglied der Gemeinde Schmedenstedt. Er war von 1972 bis 2006 Kreistagsmitglied des Kreises Peine, war dort von 1981 bis 1988 Vorsitzender der CDU-Fraktion und wurde 1991 erneut in diese Position gewählt. Dem Niedersächsischen Landtag gehörte er von 1974 bis 1982 sowie von 1983 bis 2003 an. Hier war er von 1990 bis 1998 stellvertretender Vorsitzender der CDU-Fraktion.

## Öffentliche Ämter
Horrmann wurde am 9. November 1988 als Nachfolger von Wolfgang Knies in die von Ministerpräsident Ernst Albrecht geführte Regierung des Landes Niedersachsen berufen und zum niedersächsischen Kultusminister ernannt. Nach der Wahlniederlage der CDU bei den Landtagswahlen im Mai 1990 schied er am 21. Juni 1990 aus der Regierung aus und wurde in seinem Amt von Rolf Wernstedt abgelöst.